# コノハコトノハ
コノハコトノハは、日本のシンガーソングライター、女性歌手、女優、語り手。香川県高松市出身。

## 来歴
2009年12月、神戸にて「きえ」名義で活動開始。高松冬のまつり出演。
2010年8月、24時間テレビチャリティーライブに出演、チャリティーオムニバスD参加。
2012年1月1日、｢コノハ コトノハ｣に改名。再スタートを切る。3月、当時の参加グループの楽曲「家をたてること」が映画化され、全国の映画館で上映、楽曲使用。10月YAMAHA主催のコンテスト「DREAM FESTIVAL」にてグランプリ受賞。大学卒業を境に、しばらく社会人として暮らした。
2015年3月、神戸フィッシュ・ダンスホールでの単独コンサート開催を機に本格的な音楽活動を再スタートする。
2018年　映画「がんトモ」主題歌担当。7月　FM高松にて「コノハコトノハのえぇ夢みーまい！」放送開始。
2019年7月　映画「さんさん」にて主演、主題歌を担当。8月　さぬき高松まつり「サンセット納涼まつり」出演。11月　映画「夏の光、夏の音」主題歌・挿入歌担当。
2020年9月　コロナ禍での取り組み、公益財団法人 兵庫県芸術文化協会ひょうごアーティスト動画配信事業「つながろうアート！」参加
2022年1月　映画「がんともMV」が難病克服支援 MBT映画祭2021で入賞。

## タイアップ
- 2018年
  - 映画「がんトモ」主題歌「がんトモ」
  - 2月　埼玉県のラジオ局クローバーメディア生放送番組「ごきげん!ひるMAX next.」パワープレイ曲「旅唄」
- 2019年
  - 7月 - 映画「さんさん」主題歌「万華鏡」（主演作品）
  - 11月 - 映画「夏の光、夏の音」　主題歌「夏の光、夏の音」挿入歌「新しい夏」

## 受賞
2012年10月 - YAMAHA主催のコンテスト「DREAM FESTIVAL」グランプリ
2022年1月 - 映画「がんともMV」 - 難病克服支援 MBT映画祭2021入賞

## 出演

### ラジオ

#### レギュラー放送
FM高松「コノハコトノハのえぇ夢みーまい!」（2018年7月-）

#### その他の放送
FM香川 ウィークエンドシャトル「音もダチ×お友だち」（2009年12月25日）
さくらFM　「夢で見た道」（2012年11月22日）
FM GENKI 「飛び出せ!まちの元気人」（2019年10月31日）
エフエム那覇「マッキーのドッカン!RADIO」（2020年10月7日）

### テレビ
24時間テレビ～愛は地球を救う～33「ありがとう ～今、あの人に伝えたい～」 24時間チャリティーライブ（2010年8月28日・29日）

### 舞台
「キネマの天地」滝沢菊江 役（2019年12月14日・15日）

### 動画作品
公益財団法人 兵庫県芸術文化協会ひょうごアーティスト動画配信事業つながろうアート！「今人～灯～／コノハコトノハ」（2020年9月）